# Clément Pansaers

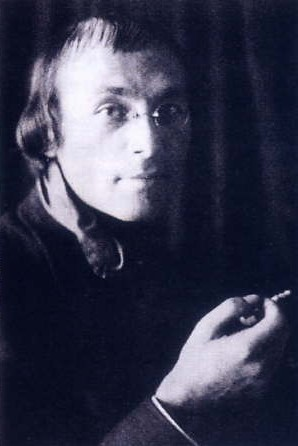
Clément Pansaers

Clément Pansaers (Neerwinden, 1 mei 1885 - Brussel, 31 oktober 1922) was een van de belangrijkste aanhangers van het dadaïsme in België.
Na eerst Egyptologie te hebben gestudeerd, begon Pansaers in 1916 met het schrijven van gedichten. Samen met enkele leden van de Brusselse avant-garde richtte hij het tijdschrift Résurrection op. Hierin verscheen werk van onder andere Carl Einstein, Pierre Jean Jouve, Franz Werfel.
Zijn eerste echte dadaïstische werk Pan-Pan au Cul du Nu Nègre werd in 1920 gepubliceerd. Dit pamflet werd, samen met Bar Nicanor (1921) bewonderd door schrijvers als James Joyce, Ezra Pound, Theo van Doesburg, Francis Picabia and André Breton.
Pansaers vertrok in 1921 naar Parijs waar hij deelnam aan dadaïstische manifestaties tot aan zijn voortijdig overlijden aan Ziekte van Hodgkin.